# 投擲

ボールを投げる少年（chatGPTで作成）

投擲（とうてき）とは、手を使って物を遠くへ投げること。投擲の擲の字が常用漢字表外字であることから「投てき」と表記されることもある。人を投げても投擲という。
ヒトは他の生物より際立って投擲が上手であり、先史時代から投擲によって狩猟や戦闘を行っていた。現代人以外の絶滅人類も投擲を行っていて、道具の高度化と並行して、ヒトが狩猟・自衛能力を獲得する上で重要な要素だったとも考えられている。
有史以後も、投擲は主要な戦闘技術で在り続けた。現代でも兵士は手榴弾などを投擲をしていた。
また、投擲の能力を競う投擲競技が陸上競技に含まれている。

## 投擲武器
しばしば狩猟用と戦闘用を兼ねる。
- 刀剣（投げナイフ）
  - 手裏剣
  - 打矢
  - 打根
  - 苦無（飛苦無）
  - チャクラム(戦輪、円月輪)
- 斧
  - トマホーク
  - フランキスカ(フランシスカ)
- 槍
  - ジャベリン
  - ピルム
  - アンゴ
- 棍棒
  - ブーメラン
- 石 (投石)
  - 印地打ち
  - 微塵
- 爆発物
  - 手榴弾
  - 火炎瓶
- その他
  - 警告弾
  - 催涙剤（催涙弾）

## 狩猟・漁撈専用の投擲具
- 離頭銛
- ボーラ
- 投網

## 投擲を補助するための道具
- 投石器（スリング）
  - スタッフスリング
  - カタパルト (投石機)
- スリングショット（ぱちんこ）
- 投槍器（スピアスローワー）
  - アトラアトラ（アトラトル、アトゥラトゥル、アトルアトル、アトゥルアトゥル）
  - ウーメラ en:Woomera (spear-thrower)

## 投擲競技
陸上競技には投擲するものの違いにより、以下の「投擲競技」がある。いずれも、投擲したものの到達距離を競う。
- 砲丸投
- 円盤投
- やり投
- ハンマー投
- こん棒投（パラ陸上競技の独自種目）
- ソフトボール投（かつて日本の小学生の陸上競技大会で実施、全障スポで実施）
- ジャベリックボール投（日本の小学生の陸上競技大会で実施）
- ジャベリックスロー（ジュニアオリンピックや全障スポで実施）
- ビーンバッグ投（全障スポで実施）

## スポーツ・遊戯としての投擲
ボールを使用するものについては球技を参照のこと。
- ダーツ
- 輪投げ（投輪、クロリティー）
- フライングディスク（フリスビー）
- 石合戦
- 雪合戦
- かわらけ投げ（瓦投げ、土器投げ）
- 枕投げ
- パイ投げ
- 携帯電話投げ